# 立新街道 (牡丹江市)
立新街道，是中华人民共和国黑龙江省牡丹江市西安区下辖的一个乡镇级行政单位。

## 行政区划
立新街道下辖以下地区：
新兴社区、立新社区、西四社区、共信社区、西长安社区、西牡丹社区和海浪路社区。